# La donna è mobile (film 1942)
La donna è mobile è un film del 1942 diretto da Mario Mattoli.